# Kabinett Spadolini I
Das Kabinett Spadolini I regierte Italien vom 28. Juni 1981 bis zum 23. August 1982, danach folgte das Kabinett Spadolini II. Giovanni Spadolini war als Mitglied der Republikanischen Partei (PRI) der erste Ministerpräsident der seit 1946 bestehenden Italienischen Republik, der nicht der Christdemokratischen Partei (DC) angehörte. Sein Kabinett stützte sich auf eine Fünf-Parteien-Koalition (Pentapartito) bestehend aus Christdemokraten (DC), Sozialisten (PSI), Sozialdemokraten (PSDI), Republikanern (PRI) und Liberalen (PLI).

## Kabinettsliste

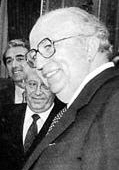
Giovanni Spadolini

| Ministerien                    | Name                 | Partei |
| ------------------------------ | -------------------- | ------ |
| Ministerpräsident              | Giovanni Spadolini   | PRI    |
| Äußeres                        | Emilio Colombo       | DC     |
| Inneres                        | Virginio Rognoni     | DC     |
| Justiz                         | Clelio Darida        | DC     |
| Verteidigung                   | Lelo Lagorio         | PSI    |
| Haushalt                       | Giorgio La Malfa     | PRI    |
| Finanzen                       | Rino Formica         | PSI    |
| Schatz                         | Beniamino Andreatta  | DC     |
| Staatsbeteiligungen            | Gianni De Michelis   | PSI    |
| Landwirtschaft                 | Giuseppe Bartolomei  | DC     |
| Öffentliche Arbeiten           | Franco Nicolazzi     | PSDI   |
| Verkehr                        | Vincenzo Balzamo     | PSI    |
| Handelsmarine                  | Calogero Mannino     | DC     |
| Industrie                      | Giovanni Marcora     | DC     |
| Außenhandel                    | Nicola Capria        | PSI    |
| Post                           | Remo Gaspari         | DC     |
| Gesundheit                     | Renato Altissimo     | PLI    |
| Arbeit und Soziales            | Michele Di Giesi     | PSDI   |
| Kulturgüter und Umwelt         | Vincenzo Scotti      | DC     |
| Bildung                        | Guido Bodrato        | DC     |
| Tourismus und Veranstaltungen  | Nicola Signorello    | DC     |
| Minister ohne Geschäftsbereich | Name                 | Partei |
| Regionen                       | Aldo Aniasi          | PSI    |
| Forschung                      | Giancarlo Tesini     | DC     |
| Europapolitik                  | Lucio Abis           | DC     |
| Zivilschutz                    | Giuseppe Zamberletti | DC     |
| Verwaltung                     | Dante Schietroma     | PSDI   |
| Süditalien                     | Claudio Signorile    | PSI    |
| Beziehungen zum Parlament      | Luciano Radi         | DC     |